# 極超音速滑空体

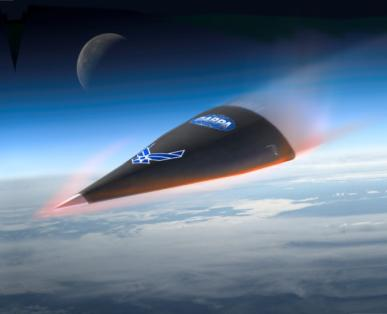
大気圏に再突入するHTV-2のイラスト

極超音速滑空体（ごくちょうおんそくかっくうたい、英語: Hypersonic glide vehicle, HGV）は、弾道ミサイルで打ち上げられた後、極超音速で低空を滑空飛行することで敵の探知を避けつつ高速で攻撃目標に接近する極超音速兵器。

## 概要
HGVは弾道ミサイルの弾頭として打ち上げられ、高度40－100キロに達したのちに切り離され、弾道飛行を経て滑空飛行に移る。滑空飛行においてはスキップ・グライド飛行を行っており、比較的低い高度のままで長距離の飛行を可能とする。「極超音速」の定義はマッハ5以上とされてはいるが、各国が開発を進めているものの大半はマッハ10程度で、場合によってはマッハ15を目指しているものもある。発射から着弾までの所要時間が短くなることで、発射後の目標の位置・状況の変化による影響が低減されるほか、意思決定サイクルにおける時間的余裕ももたらされる。
そして最大のメリットが、極超音速性能に加えて滑空飛行を行うという特性により、敵の防空・ミサイル防衛システムでの対処が困難となる点である。弾道飛行を行う場合は高い高度から接近することになるために遠距離で早期警戒レーダーによって探知することが可能なのに対して、HGVは高度100キロ以下という比較的低い高度を滑空するため、かなり接近するまで電波水平線の向こうを飛行することになり、極超音速性能と相まって、探知してから対応行動を行えるまでのレスポンスタイムが相当に短くなる。ランド研究所によると、射程3,000キロの弾道ミサイルから放出された再突入体（RV）なら地上のレーダーで着弾の12分前に探知できるのに対し、HGVは6分前にならないと見つけられないとされる。小型で細いため、空中を高速で飛ぶときに出る熱も少なく、衛星による探知も難しくなる。更には滑空による飛翔であることから、衛星測位システム（GNSS）の誘導などによって複雑な軌道をとることも可能となる。従来の弾道弾迎撃ミサイル（ABM）は、長射程のものはSM-3のように大気圏外での交戦に特化していることが多く、大気圏上部を滑空飛行中のHGVとの交戦は不可能である一方、大気圏内での交戦に対応した短射程のミサイルではHGVの複雑な機動に追随することが難しく、いずれも迎撃が困難になる。機動可能な弾頭という点では機動再突入体（MaRV）と類似するが、MaRVは基本的に弾道飛行するためABMによって迎撃されやすい上に、HGVと比べると機動性にも劣り、全く特性が異なるものである。

## HGV一覧
- アメリカ合衆国
  - Falcon HTV2 - 実験機

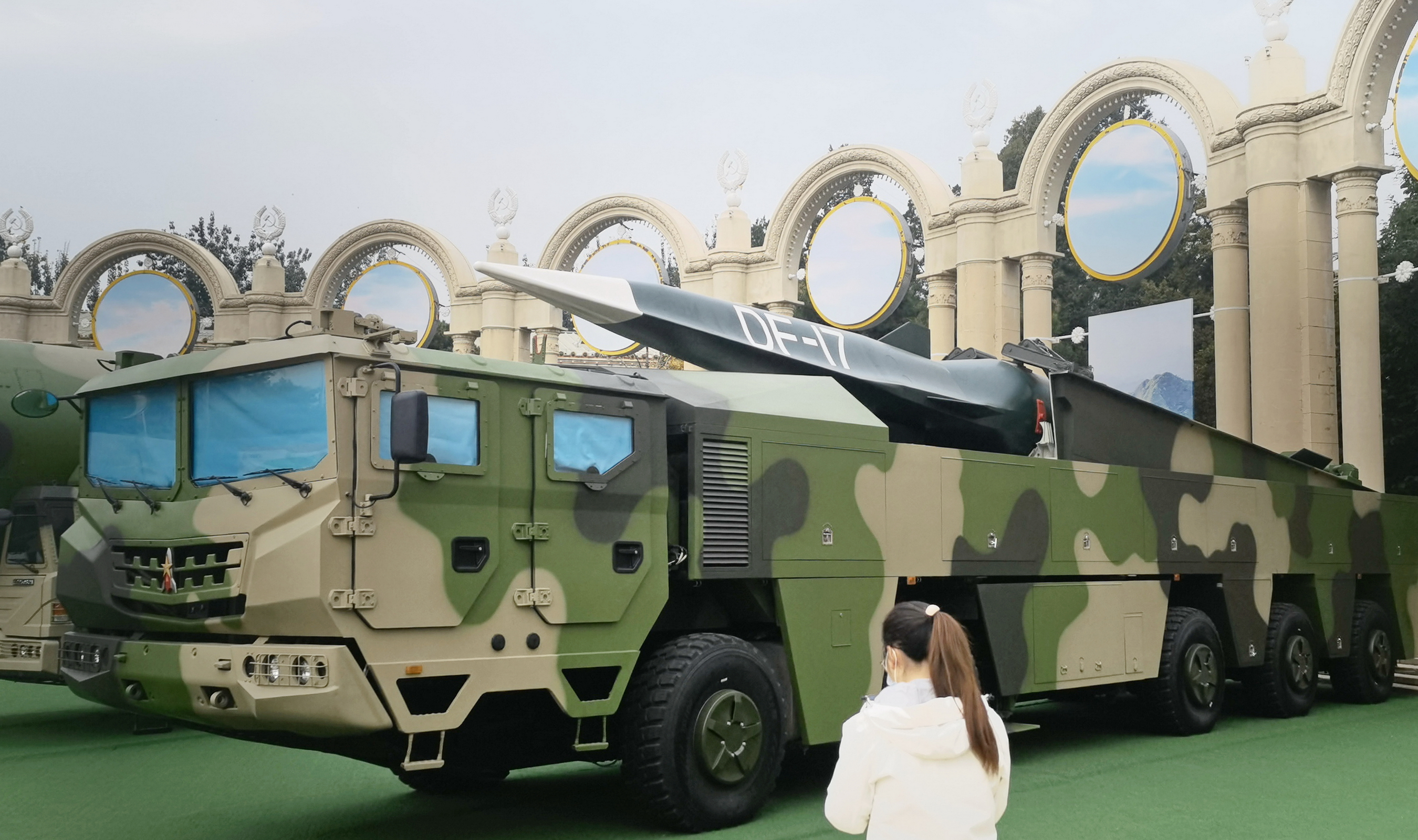
DF-ZF極超音速滑空体を搭載したDF-17

  - AGM-183 ARRW（英語版） - 空中投下型
  - 共通極超音速滑空体（C-HGB） - 地・艦上発射型
  - OpFires（英語版）
- ロシア
  - アバンガルド
- 中国
  - DF-ZF
- 北朝鮮
  - 火星8（英語版）
  - 火星16b（英語版）
- 日本
  - 島嶼防衛用高速滑空弾[6][7] - 事実上のHGV、2025年度配備計画